# 圣乔瓦尼达索
圣乔瓦尼达索（義大利語：San Giovanni d'Asso）原为意大利托斯卡纳大区锡耶纳省的一个市镇。总面积66平方公里，人口901人，人口密度13.7人/平方公里（2009年）。ISTAT代码为052029。
2017年圣乔瓦尼达索并入蒙塔尔奇诺市镇，并成为其一个分区。